# Samsung Galaxy Watch (gamme)
La gamme Samsung Galaxy Watch est une série de montres intelligentes produites et vendues par Samsung Electronics. Elles possèdent diverses fonctionnalités liées à la santé, au fitness, à la mode, et au suivi de l'activité physique, regroupées sur l'application Samsung Health.
Introduite en août 2018 avec la Galaxy Watch, la série succède aux montres Samsung Gear.
Les derniers appareils de la gamme sont les Samsung Galaxy Watch7 Bleutooth, Samsung Galaxy Watch7 4G, en 40 mm ou en 44 mm, ainsi que la Samsung Galaxy Watch7 Ultra qui ont été présentés en juillet 2024.

## Caractéristiques

### Logiciel
Les Galaxy Watch utilisaient le système d'exploitation Tizen, développé par Samsung. Il était possible de télécharger les applications sur le Galaxy Store. Mais depuis 2021, Samsung a conclu un partenariat avec Google et utilise désormais WearOS avec la surcouche One UI, comme sur leurs téléphones Android.
L'interface One UI permet d'afficher différents types de cadrans, ou d'en télécharger. Les montres affichent automatiquement les notifications du téléphone avec lequel elles sont synchronisées.

## Modèles
- Samsung Galaxy Watch
- Samsung Galaxy Watch Active
- Samsung Galaxy Watch Active 2
- Samsung Galaxy Watch 3
- Samsung Galaxy Watch 4
- Samsung Galaxy Watch 4 Classic
- Samsung Galaxy Watch 5
- Samsung Galaxy Watch 5 Pro
- Samsung Galaxy Watch 6
- Samsung Galaxy Watch 6 Classic
- Samsung Galaxy Watch FE
- Samsung Galaxy Watch 7
- Samsung Galaxy Watch Ultra

## Galerie

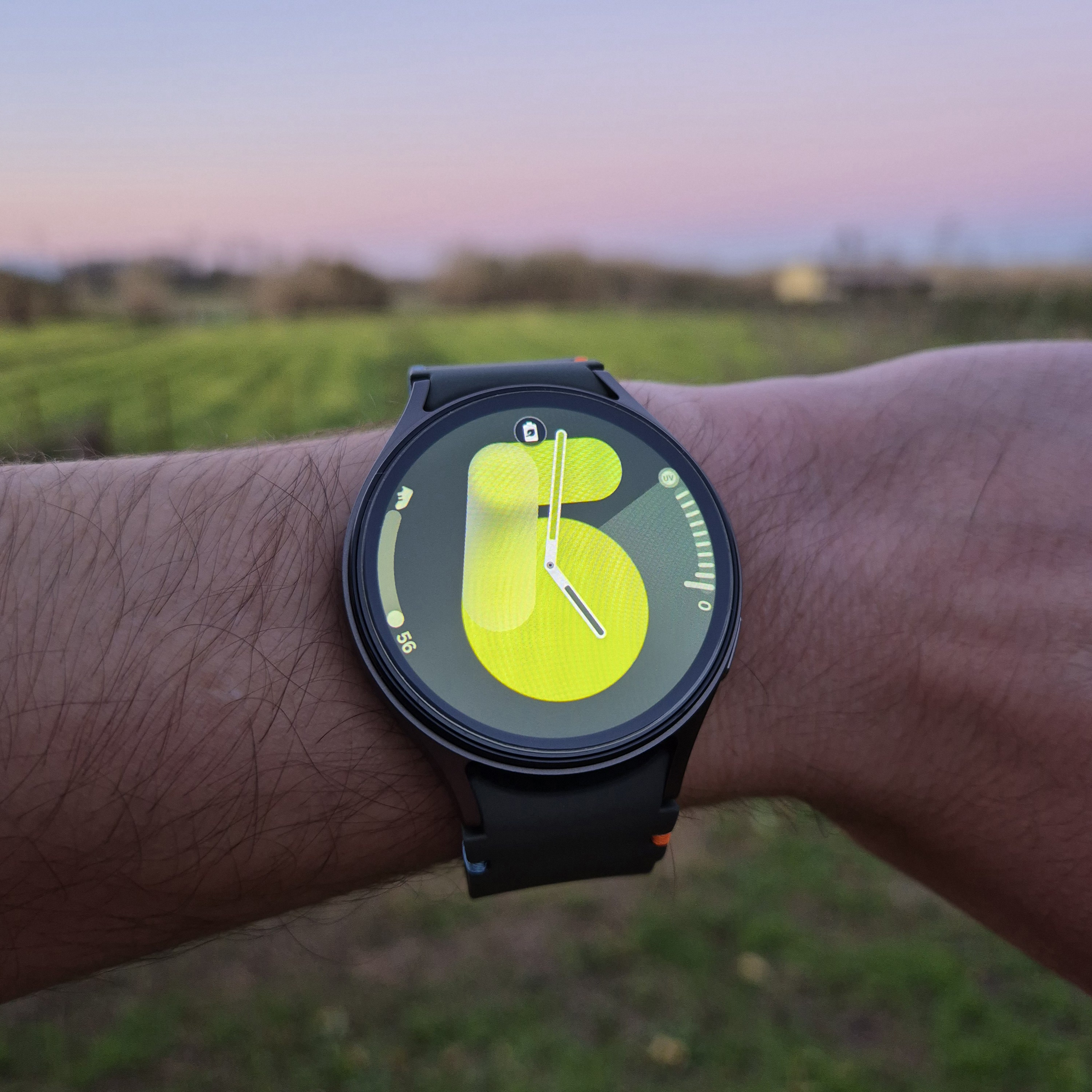
Une Samsung Galaxy Watch7 au poignet.

## Comparaison des modèles
| Produit                        | Numéro de modèle                                                                | Date de lancement | SoC                                                               | Versions                                  | Écran | Stockage interne                                                         | Batterie                        |
| ------------------------------ | ------------------------------------------------------------------------------- | ----------------- | ----------------------------------------------------------------- | ----------------------------------------- | --- | ------------------------------------------------------------------------ | ------------------------------- |
| Samsung Galaxy Watch,          | SM-R800 (46 mm), SM-R810 (42 mm) (Wi-Fi) SM-R805 (46 mm), SM-R815 (42 mm) (LTE) | 24 août 2018      | Exynos 9110 2xA53 1,15 GHz                                        | Tizen 4.0                                 | Super AMOLED circulaire de 1,3 po (360 x 360) (46 mm) Super AMOLED circulaire 1,2 "(360 x 360) (42 mm)      | 768 Mo de RAM + 4 Go de stockage (Wi-Fi) 1,5 Go + 4 Go de stockage (LTE) | 472 mAh (46 mm) 270 mAh (42 mm) |
| Samsung Galaxy Watch 3         | SM-840 (41mm), SM-R850 (45mm) (Wi-Fi) SM-R845 (41mm), SM-855 (45mm) (LTE)       | 6 août 2020       | Exynos 9110 2xA53 1,15 GHz                                        | One UI Watch 2.0 Tizen 5.5                | Super AMOLED circulaire de 1,4 po (360 x 360) (34 mm) Super AMOLED circulaire 1,2 "(360 x 360) (30 mm)      | 1/2 Go de RAM + 8 Go de stockage                                         | 340 mAh                         |
| Samsung Galaxy Watch 4         | SM-R860 (40mm), SM-R870 (44mm) (Wi-Fi), SM-R865 (40mm), SM-R875 (44mm) (LTE).   | 27 août 2021      | Exynos W920 dual core 1,18 GHz                                    | One UI Watch 3.0 Wear OS 3.0 (Android 11) | Super AMOLED circulaire de 1,2 po (396 x 396) (30.4 mm) Super AMOLED circulaire 1,4" (450 x 450) (34.6 mm)  | 1.5 Go de RAM + 16 Go de Stockage                                        | 247 mAh 361 mAh                 |
| Samsung Galaxy Watch 4 Classic | SM-R880 (40mm), SM-R890 (46mm) (Wi-Fi) SM-R885 (40mm), SM-R895 (46mm) (LTE).    | 27 août 2021      | Exynos W920 dual core 1,18 GHz                                    | One UI Watch 3.0 Wear OS 3.0              | Super AMOLED circulaire de 1,2 po (396 x 396) (30.4 mm) Super AMOLED circulaire 1,4" (450 x 450) (34.6 mm)  | 1.5 Go de RAM + 16 Go de Stockage                                        | 247 mAh (42mm) 361 mAh (46mm)   |
| Samsung Galaxy Watch 5         | SM-R900 (40mm), SM-R910 (44mm) (Wi-Fi) SM-R905 (40mm), SM-R915 (44mm) (LTE)     | 26 août 2022      | Exynos W920 dual core 1,18 GHz Cortex-A55                         | One UI Watch 4.5 Wear OS 3.5 (Android 11) | Super AMOLED circulaire 1,2" (396 x 396) (30.4 mm) Super AMOLED circulaire de 1,4 po (450 x 450) (34.6 mm)  | 1.5 Go de RAM + 16 Go de Stockage                                        | 284 mAh (40mm) 410 mAh (44mm)   |
| Samsung Galaxy Watch 5 Pro     | SM-R920 (45mm) (Wi-Fi) SM-R925 (45mm) (LTE)                                     | 26 août 2022      | Exynos W920 dual core 1,18 GHz Cortex-A55                         | One UI Watch 4.5 Wear OS 3.5              | Super AMOLED circulaire de 1,4 po (450 x 450) (38 mm)                                                       | 1.5 Go de RAM + 16 Go de Stockage                                        | 590 mAh                         |
| Samsung Galaxy Watch 6         | SM-R930 (40 mm), SM-R935 (44 mm) (Wi-Fi) SM-R940 (40 mm), SM-R945 (44 mm) (LTE) | 11 août 2023      | Exynos W930 Dual-core 1.4GHz Cortex-A55                           | One UI Watch 5 Wear OS 4                  | Super AMOLED circulaire de 1,31" (432 × 432) (40 mm) Super AMOLED circulaire de 1,47" (480 × 480) (44 mm)   | 2 Go de RAM + 16 Go de stockage                                          | 300 mAh (40 mm) 425 mAh (44 mm) |
| Samsung Galaxy Watch 6 Classic | SM-R950 (43 mm), SM-R955 (47 mm) (Wi-Fi) SM-R960 (43 mm), SM-R965 (47 mm) (LTE) | 11 août 2023      | Exynos W930 Dual-core 1.4GHz Cortex-A55                           | One UI Watch 5 Wear OS 4                  | Super AMOLED circulaire de 1,3" (432 × 432) (33.3 mm) Super AMOLED circulaire de 1,5" (480 × 480) (37.3 mm) | 2 Go de RAM + 16 Go de stockage                                          | 300 mAh (40 mm) 425 mAh (44 mm) |
| Samsung Galaxy Watch FE        | SM-R861 (40 mm) (Wi-Fi) SM-R866 (40 mm) (LTE)                                   | 24 juin 2024      | Exynos W920 Dual-core 1.18GHz Cortex-A55                          | One UI Watch 5 Wear OS 4                  | Super AMOLED circulaire de 1,2" (396 × 396) (30.4 mm)                                                       | 1,5 Go de RAM + 16 Go de stockage                                        | 247 mAh                         |
| Samsung Galaxy Watch 7         | SM-L310 (40mm) (Wi-Fi) SM-L315 (44mm) (LTE)                                     | 10 juillet 2024   | Exynos W1000 Penta-core 1.5 GHz 1xCortex-A78, 1.6GHz 4xCortex-A55 | One UI Watch 6 Wear OS 5                  | Super AMOLED circulaire de 1,3" (432 × 432) (33.3 mm) Super AMOLED circulaire de 1,5" (480 × 480) (37.3 mm) | 2 Go de RAM + 32 Go de stockage                                          | 300 mAh (40 mm) 425 mAh (44 mm) |
| Samsung Galaxy Watch Ultra     | SM-L705 (LTE)                                                                   | 10 juillet 2024   | Exynos W1000 Penta-core 1.5 GHz 1xCortex-A78, 1.6GHz 4xCortex-A55 | One UI Watch 6 Wear OS 5                  | Super AMOLED circulaire de 1,5" (480 × 480) (37.3 mm)                                                       | 2 Go de RAM + 32 Go de stockage                                          | 590 mAh                         |

| Produit                       | Numéro de modèle                                                               | Date de lancement | SoC                        | Versions                   | Écran                                                                                                  | Stockage interne                                                           | Batterie                        |
| ----------------------------- | ------------------------------------------------------------------------------ | ----------------- | -------------------------- | -------------------------- | --- | -------------------------------------------------------------------------- | ------------------------------- |
| Samsung Galaxy Watch Active,  | SM-R500 (40mm)                                                                 | 8 mars 2019       | Exynos 9110 2xA53 1,15 GHz | Tizen 4.0                  | Super AMOLED circulaire de 1,1 po (360 x 360)                                                          | 768 Mo de RAM + 4 Go de stockage                                           | 230 mAh                         |
| Samsung Galaxy Watch Active 2 | SM-R820 (44 mm), SM-R825 (44 mm / LTE), SM-R830 (40 mm), SM-R835 (40 mm / LTE) | 13 septembre 2019 | Exynos 9110 2xA53 1,15 GHz | One UI Watch 1.2 Tizen 4.0 | Super AMOLED circulaire de 1,4 po (360 x 360) (34 mm) Super AMOLED circulaire 1,2 "(360 x 360) (30 mm) | 768 Mo de RAM + 4 Go de stockage (non-LTE) 1,5 Go + 4 Go de stockage (LTE) | 340 mAh (44 mm) 247 mAh (40 mm) |